# Jérémy Jurkiewicz
Jérémy Jurkiewicz né le 29 juin 1988 à Firminy dans l'Ondaine en France, est un triathlète professionnel français.

## Biographie
Originaire de Firminy dans le département de Loire, il commence le triathlon à l'âge de 18 ans après huit années passés dans des clubs de natation. Deux ans plus tard il se lance déjà sur des plus longues distances, pour évoluer ensuite sur distance Ironman à partir de 22 ans.
Il remporte en 2011 l'Ironman du Pays de Galles, avant de récidiver en 2013 à Busselton pour l'Ironman Western d'Australie. Il établit à cette occasion son record personnel à 8 h 8 min 15 s,.
Il est qualifié pour le championnat du monde d'Ironman à Kona en 2012 il finit 12e, il est 18e en 2014.

## Palmarès
Le tableau présente les résultats les plus significatifs (podium) obtenus sur le circuit national et international de triathlon depuis 2011.
| Année | Compétition                           | Pays        | Position           | Temps           |
| ----- | ------------------------------------- | ----------- | ------------------ | --------------- |
| 2017  | Championnat de France longue distance | France      | Médaille d'argent  | 4 h 10 min 21 s |
| 2017  | Ironman Arizona                       | États-Unis  | Médaille de bronze | 8 h 15 min 22 s |
| 2014  | Ironman 70.3 Pays d'Aix               | France      | Médaille d'argent  | 3 h 59 min 14 s |
| 2013  | Ironman Western Australie             | Australie   | Médaille d'or      | 8 h 8 min 16 s  |
| 2013  | Ironman 70.3 Brésil                   | Brésil      | Médaille d'or      | 3 h 52 min 40 s |
| 2013  | Half Challenge Vichy                  | France      | Médaille d'or      | 4 h 9 min 49 s  |
| 2013  | Coupe de France des clubs             | France      | Médaille de bronze |                 |
| 2012  | Championnat de France longue distance | France      | Médaille de bronze | 4 h 17 min 34 s |
| 2011  | Ironman Pays de Galles                | Royaume-Uni | Médaille d'or      | 9 h 4 min 20 s  |